# Protounguicularia variepilosa
Protounguicularia variepilosa är en svampart som beskrevs av R. Galán & Raitv. 1986. Protounguicularia variepilosa ingår i släktet Protounguicularia och familjen Hyaloscyphaceae.   Inga underarter finns listade i Catalogue of Life.